# Zainhammer (Warmensteinach)
Zainhammer ist ein Gemeindeteil der Gemeinde Warmensteinach im Landkreis Bayreuth (Oberfranken, Bayern). Zainhammer liegt in der Gemarkung Warmensteinach.

## Geografie
Zainhammer liegt im tief eingeschnittenen Tal der Warmen Steinach und ist allseits vom Sophienthaler Forst umgeben. Ein Anliegerweg führt zum Pfeiferhaus (0,4 km nördlich) bzw. zur Staatsstraße 2181 (0,1 km südlich), die der Warmen Steinach entlang nach Brunnenhaus (0,5 km südlich) bzw. nach Warmensteinach verläuft (1,7 km nördlich).

## Geschichte
Gegen Ende des 18. Jahrhunderts bestand Zainhammer aus einem Anwesen. Die Hochgerichtsbarkeit stand dem bayreuthischen Stadtvogteiamt Bayreuth zu. Grundherr der Drahtmühle war das Amt Weidenberg.
Von 1797 bis 1810 unterstand der Ort dem Justiz- und Kammeramt Neustadt am Kulm. Mit dem Ersten Gemeindeedikt wurde Zainhammer dem 1812 gebildeten Steuerdistrikt Warmensteinach und der zugleich gebildeten Ruralgemeinde Warmensteinach zugewiesen.

### Baudenkmäler
- Burgruine Wurzstein

### Einwohnerentwicklung
| Jahr      | 001861 | 001871 | 001885 | 001900 | 001925 | 001950 | 001961 | 001970 | 001987 |
| Einwohner | 24     | 24     | 29     | 20     | 24     | 15     | 20     | 4      | 7      |
| Häuser    |        |        | 2      | 2      | 2      | 2      | 2      |        | 2      |
| Quelle    | [ 9 ]  | [ 10 ] | [ 11 ] | [ 12 ] | [ 13 ] | [ 14 ] | [ 15 ] | [ 16 ] | [ 1 ]  |

## Religion
Zainhammer ist evangelisch-lutherisch geprägt und war ursprünglich nach St. Michael (Weidenberg) gepfarrt. Seit Mitte des 20. Jahrhunderts ist die Pfarrei Zur Heiligen Dreifaltigkeit (Warmensteinach) zuständig.